# Бочарников Микола Георгійович
Бочарников Микола Георгійович (нар. 1886, Юзівка — пом. невідомо) — член Всеросійських установчих зборів.

## Біографія
Народився 1886 році в дворянській родині в Юзівці, Бахмутського повіту, Катеринославської губернії, Російської імперії.
У 1905 році закінчив гімназію в місті Харкові, після чого вступив на юридичний факультет Харківського університету. Під час навчання в університеті в 1907 році вступив в Партію Соціалістів Революціонерів. Після закінчення освіти працював присяжним повіреним.
З початком Першої світової війни був покликаний на Румунський фронт служив в званні штабс капітана командира 45-го Азовського полку до 1917 року.
В кінці 1917 року був обраний до Всеросійських установчих зборів від: Румунський фронт № 3 есери і Ради селянських депутатів.
Після розгрому більшовиками установчих зборів у 1918 році пішов добровольцем в Добровольчу армію в складі якої брав участь у боях з більшовиками в 1918—1919 років. У 1920 році служив у Російській армії генерала Врангеля, брав участь в боях з більшовиками на півдні України.
У 1920 році потрапив в полон перебував на обліку в УРСР, дата смерті невідома, імовірно, був репресованих в 1930 роках.